# بخش پلین (شهرستان استارک، اوهایو)
بخش پلین (به انگلیسی: Plain Township) یک منطقهٔ مسکونی در ایالات متحده آمریکا است که در شهرستان استارک، اوهایو واقع شده‌است.
 بخش پلین ۷۳٫۸ کیلومتر مربع مساحت و ۵۲٬۵۰۱ نفر جمعیت دارد و ۳۵۰ متر بالاتر از سطح دریا واقع شده‌است.